# Heliothea christophi
Heliothea christophi là một loài bướm đêm trong họ Geometridae.